# Bothriocera westwoodi
Bothriocera westwoodi är en insektsart som först beskrevs av Stsl 1856.  Bothriocera westwoodi ingår i släktet Bothriocera och familjen kilstritar. Inga underarter finns listade i Catalogue of Life.